# うちの3姉妹
『うちの3姉妹』（うちのさんしまい）は、松本ぷりっつによる挿絵入りのブログ、ならびにそれをまとめて主婦の友社から出版された書籍（エッセイ）。また、竹書房の雑誌まんがくらぶやすくすくパラダイスに連載されていたエッセイ漫画、およびこれらを原作とするテレビアニメ作品。
原作となる同名のブログは2011年4月19日で更新を終了し、新たなブログ『おっぺけですけど いいでそべつに。』が開設された。また、それ以降に出版される主婦の友社の書籍は『ぷりっつさんち』に、竹書房の漫画は『うちはおっぺけ 3姉妹といっしょ』に改題されている。また、2013年には新たに3匹のネコとの生活を描いた『うちの3ねこ』が『まんがライフオリジナル』に掲載され単行本も発刊された。これらの作品群は『うちの3姉妹』の実質的な続編であるため、本項であわせて扱うものとする。

## 概要
2005年10月1日より『うちの3姉妹 〜マンガで見る今日の出来事〜』を発信開始。個性が強すぎる3人の娘たちの育児と日常の実体験を漫画と文章で綴る内容で、2005年アメーバブログ新人賞を獲得。2006年3月にアメーバブログの公式ブログとなった。1日のヒット数は14万件を超え、2010年3月までの総アクセス数は2億件以上に上る。ブログをまとめたエッセイが16巻発行された他、特別編として、『ハワイでおっぺけぺ』や『増刊号 思い出おっぺけぺ』がある。また、竹書房から『まんがくらぶ』『すくすくパラダイス』に掲載された4コマ漫画を収録した単行本も発売されている。2019年1月時点でシリーズ累計発行部数は450万部を突破している。
2008年4月からアニメも放送され、それに伴いにんべんのイメージキャラクターとして採用された。その後2010年から『うちの3姉妹 おかわりぱれたい』に改題し、2010年末に終了した。
2008年12月25日にはニンテンドーDS専用アドベンチャーゲーム『うちの3姉妹DS』が、2009年11月12日には続編の『うちの3姉妹DS2 〜3姉妹のお出かけ大作戦〜』が、2010年12月9日には続編の『うちの3姉妹のカラオケ歌合戦♪』が発売された。発売元はともにカルチャーブレーン。

## 登場人物
※ 声優名はテレビアニメのもの「うちの3姉妹」本編についての説明を基本とし、続編の説明は【その後】と区切って記載する。

### ぷりっつ家（原作） / 松本家（アニメ）
フー
声 - 大谷育江
長女。2000年2月5日生まれで、初登場時5歳。「いつも前向きな」O型。髪型はツインテール、ピンク系のシャツと青や紫系のスカートで描かれることが多い。
長女らしく妹たちの面倒を見てあげたり、一緒に遊んであげたりとしっかり者だが天然ボケで突拍子もない言動が多く、ブログ内でのニックネームは「おっぺけぺ」。あるいはメルヘンな発想をすることから「メルヘナー」とも呼ばれる。その独特の発想で展開される劇は作中では「おっぺけぺ劇団」と呼んでいる。周りの影響を受けやすい性格で、将来の夢は妖精・オーロラ姫・天皇など様々に変化する。雷が大の苦手。実父の9歳年下の弟やけんちゃん一家の父に夢中になるなど、大のイケメン好きである。イラストを描くのも大好き。
1歳頃から幼稚園に入園する前までは壁に頭突きといった自傷行動や噛みつきなどの攻撃的な行動が絶えず、母はその時期を「極悪期」、当時のフーを「極悪」「極悪人」と表現している。幼稚園に入園した頃から徐々に落ち着くが、同時に細かいことは気にしない大雑把で大胆な性格へと変化した。
【その後】
6年生のころにバレエを辞めて、ヒップホップを習い始めた。中学生では家庭科部、高校では陸上部に所属。絵が得意で美術大学に進学し、卒業後はイラストレーターになるためにイラスト関係の職についた。ゲーム好き。好きな食べ物は蜂蜜。嫌いな食べ物は豆腐。
スー
声 - かないみか
次女。2002年6月生まれで、初登場時3歳。O型。青や紫系のシャツとズボンで描かれることが多い。
自由奔放で気分屋であることから、ブログ内でのニックネームは「自由人」「リベロ」あるいは「フリーダム」。それとは裏腹に3姉妹で最も寂しがり屋でナーバスな性格。小さなことに対して強くこだわる一面があり、真面目で几帳面な性格はフーと比較されることも多い。フーよりもビビリ。タラコとマグロが好きで、大好物の味噌きゅうりはブログやアニメでも登場した。
幼少期は極めて手のかからない赤ん坊で、夜泣きもせず寝ぐずりもなかった。極悪の真っ只中であったフーに振り回されていた母はこの頃のスーを「菩薩」と呼んでいる。
【その後】
中学では吹奏楽部に所属。フーとチーがバレエをやめても1人続け、大学には行かず本格的にバレリーナを目指しているが、アニメオタクで声優に憧れもあり将来の夢については「声の仕事をしてみたい」と両親に話していた。母のYouTubeチャンネルで配信される「わくわくレディオ」に声のみ出演しており、2023年7月28日の配信で今後はゲーム制作に携わることと、ゲーム制作の情報や日常の動画を配信する自身のチャンネルを開設したことを発表した。絶叫マシーンが好き。
チー
声 - 川田妙子
三女。2004年7月生まれで、初登場時1歳。O型。服装は初登場から赤いロンパース姿で一貫していたが、2006年（アニメは27話から）から赤系のシャツと黄色のオーバーオールで描かれることが多い。ブログやアニメを通じて、途中でイラストが変更されたのはチーのみである。
我儘で堂々とした態度から、ブログ内でのニックネームは「社長」、または食いしん坊で食に対する執着心が強いことから「まんま小僧」。それ以外に父からは「ぼん」、父方の祖父（おーちゃん）からは申年生まれに由来する「るー」、続編で入園する幼稚園では「会長」と呼ばれていたことがある。我儘で自信過剰な傾向があるが、その反面思いやりがある一面も見せる。姉たち同様にビビリな性格だが、姉に比べて肝は据わっている。
【その後】
小5の頃友達の影響で中学受験を志して私立中学校に進学、中学校ではバドミントン部に所属。2023年4月に大学に進学した。母のYouTubeの「わくわくアニメ」に「おどりこ」役で出演している。大の読書好きで、言語能力が高いため、しりとりが強い。アニメオタクである。好きなアニメは『名探偵コナン』、『ONE PIECE』。好きな食べ物はクッキー、米粉パン。
母（お母さん）
声 - 藤村知可
3姉妹の母で作者の松本ぷりっつ本人。1974年1月12日生まれ。自他ともに認める「超テキトーな」O型。服装は黄緑のシャツとズボンで描かれることが多い。新しいものや珍しいものが好き。
3姉妹の言動・奇行に振り回されながらも鋭いツッコミを入れたり、彼女たちの言動をメモに取ったりする。4人兄弟の次女（姉、妹、弟がいる）。結婚する前は幼稚園教諭をしていた。テレビゲームや競馬好き。幼い頃はカメラのフラッシュが苦手で、学生時代に克服するために写真を撮るときに寄り目をしていた時期がある。
【その後】
『悪あがき英会話〜アラフォー夫婦の挑戦〜』では夫婦で英会話教室に通っていたこともあったが英語が上達しないままやめてしまった。『ぷりっつさんちのぶらりうまいもの散歩』では元々は夫婦でダイエットする目的で始まった企画だが現在では日帰り旅行（行き先によっては宿泊することもある）となっている。
ぷりっつ家では様々なルールがあり、例えば携帯電話の月額使用料が一番高い人はゴミ出しやお風呂掃除などをする、家族で日記を日替わりで書く、誰かが出かける時家にいる人がお見送りをする、カレーが続けば3日目はカレーうどんにする、月1でDS大会をする、旅行の際に大貧民大会を行い、大貧民には罰ゲームがある、など。
2020年6月11日にYouTubeチャンネルを開設し、『あつまれ どうぶつの森』や『エーペックスレジェンズ』を家族と一緒に実況プレイする動画などを公開している。
2025年3月30日、自身の公式サイト「ぷりっつぺーじ」を開設。ダイヤリーブログやうちはおっぺけ、おってけ3ハロンなどを公開している。
苦手な食べ物は椎茸。K-POPが好き。
父（お父さん）
声 - 辻谷耕史（アニメ版、小学生時代：比嘉久美子）、三宅貴大（映画版）
3姉妹の父で、サラリーマン。1973年11月16日生まれ。O型。服装は水色のシャツとズボンで描かれることが多い。一人称は「俺」。ゲーム好き。
普段は3姉妹に対して優しいのだが、食事のマナーや言葉遣いに関しては厳しく、ぷりっつ曰く「えなりから星一徹（一徹おやじ）に変貌する」。テレビゲームや競馬は夫婦共通の趣味だが、ゲームの腕前は父のほうが上。天然ボケの傾向があり、フーの「おっぺけぺ」のルーツともいわれる。しりとりが苦手。描く絵は独特の個性があり、母からは「父画伯」と揶揄される。
両親が共働きであったため、子供の頃はよく家事の手伝いを当たり前のようにやっていた。その時は塩おにぎりが好きだったらしい。母とは高校生時代からの交際していた。3人兄弟の長男で、1歳年下の妹と9歳年下の弟（じゅん）がいる。外見は年齢より若く見られることが多い。好きな食べ物はカレー、ネギ。苦手な椎茸、鯖、牡蠣。乃木坂46のファン。お寺や神社が好きで『ぷりっつさんちのぶらりうまいもの散歩』ではよくお寺巡りをし趣味である御朱印を集めている。
2025年健康診断で引っかかり再検査となったことをきっかけに、健康的な体を取り戻そうとする企画「松本ぷりっつのダンナ50歳楽しく健康イケオジ部！」がスクパラwebで連載スタート。スポーツクラブに通ったり、食事に気を使ったりしている。

#### ペット
モプシー
声 - 芝原チヤコ
フーが生まれる以前（1994年頃）から松本家で飼われていた雌のウサギ（ネザーランドドワーフ）。通称は「モプ」（幼少期のチーからは「あぷー」と呼ばれていた）。名前の由来は『ピーターラビット』に登場するウサギから。当初は「アニー」と名づける予定だったが、父（当時は結婚前）が「兄貴!」と呼んでいたため改名された経緯がある。大好物はバナナチップ。
2008年11月、平均的なネザーランドドワーフの寿命より長い14歳でこの世を去った。エッセイ本にはこの記事は収録されず、『うちの3姉妹』9巻の後書きで報告されている。
みぃ、もじゃ、まる
2009年の夏頃、夫婦の結婚10周年記念でぷりっつ家へやって来た3匹の猫。続編の1つ『うちの3ねこ』はこの3匹を指し、この3匹がメインの漫画である。
みぃはメスで、お腹の左側に「の」の字の白い模様がある。3匹の中で最も猫らしい猫だが、チーともじゃとミスターキューティーパトゥティが嫌い。怒ると人を引っ掻き、他の猫には威嚇する。特に嫌いなミスターキューティーパトゥティには平手打ちをするなど凶暴性も一番強い。
もじゃとまるは双子のオス（もじゃが兄）。当初はまるとみぃだけが松本家に来る予定だったが、当日まるともじゃが兄弟だと知り2匹とも連れ帰った経緯がある。毛色は同じだが、もじゃは毛が長く、まるは耳が垂れていて眉毛のような白い部分がある。もじゃはマイペースで甘えん坊でビビリ、まるはめんどくさがりやで警戒心が強いがスーにはなついている。
コタ
スーの誕生日プレゼントとしてスーが小学生の時にぷりっつ家にやって来たコザクラインコ。ブログや4コマ漫画、うちの3ねこに時々登場する。
ミスターキューティーパトゥティ
オスのトイプードル。名前の由来はディズニーアニメ『フィニアスとファーブ』に登場するウサギから。『うちの3姉妹』本編には登場せず、続編から登場している。
母の友人のブリーダーが他の家に譲渡する予定だったが、都合により飼えなくなったためにぷりっつ家に引き取られた。主にお母さんの仕事場で飼われている。散歩とチーズささみが大好き。ビビリ面倒くさがりの性格で、階段やグレーチングを見ると嫌がって伏せる。反面攻撃的な面もあり、目線が同じ高さの者には突っ込んでくる。

### 親戚
じいじ・ばあば
声 - 栗田圭（じいじ）、須藤絵里花（ばあば）
母方の祖父母。松本家から自動車で30分程度の母の実家（マンション）に在住。
じいじはおーちゃんに対抗心を燃やしている。酒は飲めないが喫煙はする。現在はおーちゃん同様タクシードライバーをしている。母と同様に新し物好き。
ばあばはうっかりミスや天然ボケなどといったエピソードも多いが、あーちゃんと共に多忙な母をサポートしてくれる存在。
おーちゃん
声 - ふくまつ進紗
父方の祖父。松本家から自動車で15分程度の父の実家（一軒家）に在住。
駄洒落好きだが、かつては自称「泣く子も黙るスーパースター」で「泣く子が更に泣くカミナリオヤジ」であったという（3姉妹父＝一徹のルーツでもある）。喫煙はしないが酒を飲む。また、プロの料理人であったことから料理（特に中華料理）が得意であり、スーの誕生日に料理を作ったりした。その中でも3姉妹は炒飯が好きなようである。退職後、タクシードライバーをしている。インコを飼っている。
あーちゃん
声 - 西墻由香
父方の祖母。
じゅん
父の9歳離れた弟（3姉妹の叔父）。既婚者でそらという息子がいる。イケメンゆえにフーに好かれている。じゅんが幼稚園の頃は父が送り迎えをしていた。父によく懐いていた。
母の姉
ぷりっつの2つ違いの姉（3姉妹の伯母）。昔、ぷりっつと共にそろばんを習っていた。そのため、今では計算する際もそろばんを考えるという。他にも、ぷりっつと共に水泳と習字を習っていたが、得意ではなかったため、途中で辞めた（ぷりっつは続けた）。『うちの3姉妹』の連載が終了してからは長らく登場しなかったが、『うちはおっぺけ〜3姉妹といっしょ』143話で再び登場した。
母の妹
ぷりっつの1つ違いの妹（3姉妹の叔母）。
母の弟
ぷりっつの弟（3姉妹の叔父）。ぷりっつの幼少期を描いた漫画『あすなろかぞく』では、「だいくん」という名前で登場した。ぷりっつの兄弟はうちの3姉妹ではぷりっつの回想シーンで子供の姿で登場している。

### その他
だいちゃん、けんちゃん一家
声 - 佐藤智恵（だいちゃん）、世戸さおり（けんちゃん）、伝坂勉（父）、日野未歩→百々麻子（母）
松本家と仲の良い家族。兄のけんちゃんはフーの同級生で、責任感が強く面倒見が良い性格で、父曰く「長男の鑑」。弟のだいちゃんはスーのボーイフレンドで、スーと同級生。スーと同じく自由人でチーにも劣らない食いしん坊。妹のくーちゃんは2009年夏に誕生、顔はだいちゃんにそっくりである。父はだいちゃん、けんちゃん一家の中で唯一運転免許を持っている。ブログが変わってからは2012年を最後に登場していない。
Eさん
声 - 大川透
母の編集担当。やや怖い外見に反して、お茶目であったり天然ボケであったり親しみやすい雰囲気を持つ。3姉妹とも仲が良い。ブログが変わってからは登場していない。実在する人物で原作協力者の遠藤清寿がモデル。
ほっしー
竹書房で発行しているぷりっつの本を担当している編集者。ぷりっつ家と仲が良い。父と推しのライブに行ったりする。りゅうくんという息子がいる。実在する人物で、竹書房の編集長星野信夫がモデル。ブログが変わってからは長らく登場しなかったが、2025年にスクパラwebで連載が始まった「松本ぷりっつのダンナ50歳楽しく健康イケオジ部！」で再登場した。

## 関連商品

### 書籍
- 松本ぷりっつ 『うちの3姉妹』 主婦の友社、全18巻
  - 『うちの3姉妹』2006年4月21日発売、ISBN 4-07-251630-9
  - 『うちの3姉妹 2』2006年9月13日発売、ISBN 4-07-253570-2
  - 『うちの3姉妹 3』2007年1月22日発売、ISBN 978-4-07-255131-8
  - 『うちの3姉妹 4』2007年4月25日発売、ISBN 978-4-07-256107-2
  - 『うちの3姉妹 5』2007年9月20日発売、ISBN 978-4-07-257615-1
    - 限定版オリジナルトートバッグ付き ISBN 978-4-07-258023-3

  - 『うちの3姉妹 6』2008年2月1日発売、ISBN 978-4-07-260209-6
  - 『うちの3姉妹 7』2008年5月21日発売、ISBN 978-4-07-261692-5
  - 『うちの3姉妹 8』2008年9月26日発売、ISBN 978-4-07-263828-6
  - 『うちの3姉妹 特別編 ハワイでおっぺけぺ』2009年2月20日発売、ISBN 978-4-07-265081-3
  - 『うちの3姉妹 9』2009年4月17日発売、ISBN 978-4-07-265684-6
  - 『うちの3姉妹 10』2009年8月26日発売、ISBN 978-4-07-267016-3
  - 『うちの3姉妹 11』2009年12月18日発売、ISBN 978-4-07-270248-2
  - 『うちの3姉妹 12』2010年3月17日発売、ISBN 978-4-07-271680-9
  - 『うちの3姉妹 13』2010年7月24日発売、ISBN 978-4-07-273287-8
  - 『うちの3姉妹 14』2010年12月17日発売、ISBN 978-4-07-275694-2
  - 『うちの3姉妹 15』2011年3月18日発売、ISBN 978-4-07-277368-0
  - 『うちの3姉妹 16』2011年7月15日発売、ISBN 978-4-07-278988-9
  - 『うちの3姉妹 増刊号 思い出おっぺけぺ』2012年11月30日発売、ISBN 978-4-07-286019-9
- 松本ぷりっつ『ぷりっつさんち』主婦の友社、既刊7巻（2024年9月17日現在）
  1. 2012年3月10日発売、ISBN 978-4-07-282010-0
  2. 2013年3月27日発売、ISBN 978-4-07-288277-1
  3. 2014年3月22日発売、ISBN 978-4-07-293522-4
  4. 2015年5月11日発売、ISBN 978-4-07-411542-6
  5. 2016年12月31日発売、ISBN 978-4-07-415273-5
  6. 2019年3月28日発売、ISBN 978-4-07-425797-3
  7. 2022年10月4日発売

### 漫画
いずれも竹書房より発行
- 松本ぷりっつ『うちの3姉妹』竹書房〈すくパラセレクション〉、全4巻
  1. 『うちの3姉妹 しょの1』2009年10月20日発売、ISBN 978-4-8124-3992-0
  2. 『うちの3姉妹 しょの2』2010年2月16日発売、ISBN 978-4-8124-4119-0
  3. 『うちの3姉妹 しょの3』2010年9月15日発売、ISBN 978-4-8124-4328-6
  4. 『うちの3姉妹 しょの4』2011年12月15日発売、ISBN 978-4-8124-4782-6
- 松本ぷりっつ『うちはおっぺけ 3姉妹といっしょ』竹書房〈すくパラセレクション〉、既刊10巻（2025年4月17日現在）
  1. 2012年11月30日発売、ISBN 978-4-8124-9168-3
  2. 2014年2月20日発売、ISBN 978-4-8124-9881-1
  3. 2015年3月3日発売、ISBN 978-4-8019-0199-5
  4. 2016年7月28日発売、ISBN 978-4-8019-0791-1
  5. 2017年10月27日発売、ISBN 978-4-8019-1253-3
  6. 2019年8月2日発売、ISBN 978-4-8019-1972-3
  7. 2020年12月17日発売、ISBN 978-4-8019-2510-6
  8. 2022年7月15日発売、ISBN 978-4-8019-3200-5
  9. 2024年4月19日発売、ISBN 978-4-8019-3958-5
  10. 2025年4月17日発売、ISBN 978-4-8019-4426-8
- 『うちの3ねこ』竹書房〈バンブーエッセイセレクション〉、全6巻
  1. 2013年4月15日発売、ISBN 978-4-8124-9438-7
  2. 2015年3月3日発売、ISBN 978-4-8019-0200-8
  3. 2017年3月10日発売、ISBN 978-4-8019-1023-2
  4. 2019年1月25日発売、ISBN 978-4-8019-1738-5
  5. 2021年2月19日発売、ISBN 978-4-8019-2553-3
  6. 2023年2月22日発売、ISBN 978-4-8019-3443-6
- 『うちのすえっこ』竹書房〈SUKUPARA SELECTION〉、全1巻、2022年4月20日発売

### 絵本
- 『うちの3姉妹 アニメ絵本』主婦の友社〈主婦の友生活シリーズ〉、全3巻
  1. 「フーとまちがいさがし」2008年12月2日発売、ISBN 978-4-07-264160-6
  2. 「スーとたのしいくいず」2008年12月2日発売、ISBN 978-4-07-264176-7
  3. 「チーとわくわくめいろ」2008年12月2日発売、ISBN 978-4-07-264182-8

### アニメコミックス
- 『うちの3姉妹 傑作選』主婦の友社、全20巻
  1. 「あたしモプシー」2009年11月13日発売、ISBN 978-4-07-269305-6
  2. 「ぷりてぃごっこ」2009年12月4日発売、ISBN 978-4-07-269311-7
  3. 「おっぺけソング」2010年1月15日発売、ISBN 978-4-07-269328-5
  4. 「3姉妹バトル！」2010年2月13日発売、ISBN 978-4-07-269334-6
  5. 「3姉妹が生まれた日」2010年3月17日発売、ISBN 978-4-07-271940-4
  6. 「伝説のきかもんち」2010年4月7日発売、ISBN 978-4-07-272030-1
  7. 「フラフープ3姉妹」2010年5月1日発売、ISBN 978-4-07-272075-2
  8. 「ぬんち速報」2010年5月29日発売、ISBN 978-4-07-272106-3
  9. 「はじめてのキャンプ」2010年7月7日発売、ISBN 978-4-07-273123-9
  10. 「本日も自由なり」2010年8月6日発売、ISBN 978-4-07-273130-7
  11. 「予想外の展開」2010年9月3日発売、ISBN 978-4-07-273146-8
  12. 「踊るリベロ御殿」2010年10月6日発売、ISBN 978-4-07-273152-9
  13. 「おいしく食べよう！」2010年11月6日発売、ISBN 978-4-07-275330-9
  14. 「おとぎの国の階段」2010年12月3日発売、ISBN 978-4-07-275346-0
  15. 「父のフィルター」2010年12月22日発売、ISBN 978-4-07-275398-9
  16. 「みんなで行進」2011年2月4日、ISBN 978-4-07-275406-1
  17. 「三女の冒険！スペシャル」2011年3月2日発売、ISBN 978-4-07-277240-9
  18. 「夏の思い出！スペシャル」2011年4月4日発売、ISBN 978-4-07-277256-0
  19. 「おかわりぱれたいスペシャル」2011年4月30日発売、ISBN 978-4-07-277262-1
  20. 「ハワイへ行こう！スペシャル」2011年6月3日発売、ISBN 978-4-07-277279-9

### CD
- うちの3姉妹 しょで!しょで!だんしんぐっ! / たっとぅーん♪たいむ（エイベックス・マーケティング）（2008年7月25日発売）
- うちの3姉妹のおんがくかい（エイベックス・エンタテインメント）（2009年2月28日発売）
- うちの3姉妹テーマソング集 しょで!Paya たっとぅ〜ん♪だんしんぐっ!（エイベックス・エンタテインメント）（2010年3月3日発売）

### その他
いずれも主婦の友社より発行
- 『うちの3姉妹 ファミリーダイアリー』2008年2月16日発売、ISBN 978-4-07-260215-7
- 『うちの3姉妹 2010カレンダー』2009年9月19日発売、ISBN 978-4-07-268702-4
- 『うちの3姉妹 袋分け式家計ノート 2010』2009年10月16日発売、ISBN 978-4-07-268205-0
- 『うちの3姉妹 オリジナルカレンダー 2011年』2010年9月17日発売、ISBN 978-4-07-273703-3

## テレビアニメ
2008年4月8日から2010年12月28日までテレビ東京系列にて毎週火曜17時30分から18時（JST、アニメ530第1枠）に放送された。
日本と韓国の共同制作であり、全編Adobe Flashでの制作となる（Flashアニメ）。ほぼ全ての回で脚本と絵コンテを日本のスタッフ、演出や作画などの実制作を韓国のSTUDIO ANIMALが担当しているが、一部の回は東映アニメーションのフィリピン子会社TAPやGDH傘下のGONZO ROSSOがグロス請けを行った。それらの回の特徴として、TAP担当回は入好さとる、GONZO ROSSO担当回は栗原ハジメがそれぞれ演出を務めている。
東映アニメーション作品としては珍しい制作体制を敷いており、監督と音響監督を置いている他、編集や録音といったポストプロダクション作業をグループ会社（タバックおよび東映ラボ・テック）ではなく外注で賄っている。一方で監督としてクレジットされている東堂いづみはあくまで東映アニメーションの共同ペンネームであり、実質的な監督はメイン設定監修・絵コンテ監修としてクレジットされている石黒育と、チーフ演出としてクレジットされている具奉會が行った。
劇伴は武井浩之が担当しており、過去に武井が関わった東映アニメーション制作のアニメ『神様家族』のBGMやエンディングテーマのインストゥルメンタルを度々流用していた。
アニメなどでは珍しくブログで登場する顔文字がアニメーションで作中に登場する。3姉妹の年齢はフーは5歳、スーは3歳、チーは1歳に固定されている。またブログ本編に使われる『くまのプーさん』のぬいぐるみや『ふたりはプリキュア』などのごっこ遊びなど、商品名や権利関係に関わる物は、省略されたり別の名前に差し変えられている。また松本ぷりっつは本名ではないが、アニメでは本名として使われている。
2009年5月18日からアニマックスでの放送も開始。ハイビジョン制作の作品が増加する時期に放送を開始した作品だが、4：3標準画質映像での制作・放送を行っていた。

### うちの3姉妹 おかわりぱれたい
放送3年目が始まる2010年4月6日から『うちの3姉妹 おかわりぱれたい』と改題し、過去に放送された中からセレクトして再放送すると共にアイキャッチにフラッシュアニメの「おかわり3姉妹」というコーナーを新設した（DVDでは全て第28巻に収録されている）。このコーナーの原作には、本編には使用されない竹書房の書籍（『すくすくパラダイス』、『まんがくらぶ』など）に掲載された作品も使用された。
また放送開始当初より地上デジタル放送ではピラーボックスでサイドパネルを黒余白としていたが、改題にあわせる形でこのサイドパネルに番組のロゴなどを追加した（アナログ放送でもレターボックスにより16：9画面での放送に変更）。

### スタッフ
- 企画：木下浩之、関弘美、李相文
- 原作：松本ぷりっつ（主婦の友社刊『うちの3姉妹』）
- 原作協力：遠藤清寿（E3企画）
- キャラクターデザイン：入好さとる、趙娟珠
- 美術デザイン：田中里緑、金聖洙
- 色彩設計：金禧善
- 編集：西山茂→後藤正浩、坪根健太郎→水津太盛
- オンライン編集：菊地美和→深沢美津奈、朝倉みなみ、キュー・テック
- 編集スタジオ：REAL-T
- 制作管理：金大秀、黒木耕次郎
- 制作管理補：蛭田成一
- FLASH協力：川端基夫（モブキャスト）、閔智煥、松村俊輔（モブキャスト）
- 音響監督：中嶋聡彦
- 録音：鳥羽瀬縁→林淑恭（アオイスタジオ）
- 録音助手：二宮沙矢花（アオイスタジオ）
- 音響効果：緒方康恭→小山健二（サウンドボックス）
- 音響制作：テクノサウンド
- 録音スタジオ：アオイスタジオ
- 音楽：武井浩之
- 音楽協力：テレビ東京ミュージック、東映アニメーション音楽出版
- メイン設定監修・絵コンテ監修：石黒育
- チーフ演出：具奉會
- 演出助手：神森敏一
- 宣伝担当：青木洋介（テレビ東京）、堀毛敦子、佐藤文昭、阿南一徳（主婦の友社）
- プロデューサー：鷲田正一、宮崎武洋 （テレビ東京）、鄭煜、趙慶薫（STUDIO ANIMAL）
- 番組担当：青木俊志→小林教子、京谷知美（テレビ東京）
- 監督：東堂いづみ
- アニメーション製作：東映アニメーション、STUDIO ANIMAL
- 製作：3姉妹プロジェクト（テレビ東京、東急エージェンシー、東映アニメーション）

#### 各話スタッフ
- 脚本：田中仁、古賀直樹、山本美千代、柏木美都里、月野あかり、浦沢雄太、村山功、黒川寛之→白川ヒロ、小田嶋正幸、真淵威志、高橋洋一、緒方彩子、伊藤睦美
- 絵コンテ：石黒育、入好さとる、木下ゆうき、横山健次、松阪弘、志田直俊、伊藤尚往、青井小夜、井上栄作、山田徹、井硲清高、松田哲明

### 主題歌
DVD第18巻以降は変則のため、以下に表記する（第17巻まではTV版と同様）。
DVD第18巻以降のエンディングのスタッフクレジットは表記されず、巻の終盤でまとめて表記される。
オープニング・テーマ
『しょで!しょで!だんしんぐっ!』（第1話 - 51話）
歌：工藤真由、作詞：Noria、作曲：剱持満、編曲：渡部チェル
29話Cパートでは、3姉妹が歌っていた。
『たっとぅーん♪たいむ〜みんなでいっそ〜』（第90話 - 110話・DVD第23巻 - 27巻）
歌：Noriaと3姉妹、作詞：Noria、作曲・編曲：酒井陽一
『Lucky Days』（第111話 - 第141話・DVD第28巻）
歌：Dream5、作詞：BOUNCEBACK、作曲：日比野裕史
エンディング・テーマ
『たっとぅーん♪たいむ』（第1話 - 29話）
歌・作詞：Noria、作曲・編曲：酒井陽一
第52話 - 89話・DVD第18巻 - 22巻ではオープニングテーマとして使用。
『Paya Paya』（第30話 - 107話・DVD第18巻 - 27巻）
歌・作詞・作曲・編曲：ライオネル45%
『オーマイTACCO』（第108話 - 第141話・DVD第28巻）歌：しがせいこ with オクトパス8、作詞：じゃがいも公爵、作曲・編曲：松田純一

### 挿入歌
『ずっとだいすき（フーちゃん）』（第101話 Cパート）
歌：フー（大谷育江）、作詞：松本ぷりっつ、作曲：入田晴夏、編曲：3姉妹プロジェクト
『ずっとだいすき（3姉妹）』（第102話 Cパート）
歌：3姉妹、作詞：松本ぷりっつ、作曲：入田晴夏、編曲：3姉妹プロジェクト

### 放送局
| 放送期間                      | 放送時間           | 放送局                               | 対象地域                                                    | 備考                      |
| ----------------------------- | ------------------ | ------------------------------------ | ----------------------------------------------------------- | ------------------------- |
| 2008年4月8日 - 2010年3月30日  | 火曜 17:30 - 18:00 | テレビ東京（製作参加） ほか系列全6局 | 北海道・関東広域圏・愛知県・ 大阪府・岡山県・香川県・福岡県 |                           |
| 2009年5月18日 - 2011年5月23日 | 月曜 19:00 - 19:30 | アニマックス                         | 日本全域                                                    | CS放送 / リピート放送あり |

| 放送期間                | 放送時間           | 放送局                               | 対象地域                                                    | 備考 |
| ----------------------- | ------------------ | ------------------------------------ | ----------------------------------------------------------- | ---- |
| 2010年4月6日 - 12月28日 | 火曜 17:30 - 18:00 | テレビ東京（製作参加） ほか系列全6局 | 北海道・関東広域圏・愛知県・ 大阪府・岡山県・香川県・福岡県 |      |

### ネット配信
2016年5月22日より東映アニメーションからYouTubeで第1回が配信されている。
この後2019年1月10日より、映画化を記念して第84回放送分までの分割配信が行われている。配信期間は次の通り（配信時刻は日本標準時）。
| 配信回 | 配信回 | 配信期間           | 配信期間            |
| ------ | ------ | ------------------ | ------------------- |
| 2      | 5      | 2019年1月10日      | 2019年2月1日12:00   |
| 6      | 15     | 2019年2月1日12:00  | 2019年3月1日12:00   |
| 16     | 25     | 2019年3月1日12:00  | 2019年4月2日12:00   |
| 26     | 35     | 2019年4月2日12:00  | 2019年5月2日12:00   |
| 36     | 40     | 2019年5月2日12:00  | 2019年5月31日12:00  |
| 41     | 50     | 2019年5月31日12:00 | 2019年7月2日12:00   |
| 51     | 55     | 2019年7月2日12:00  | 2019年8月1日12:00   |
| 56     | 65     | 2019年8月1日12:00  | 2019年8月30日12:00  |
| 66     | 75     | 2019年8月30日12:00 | 2019年10月1日12:00  |
| 76     | 80     | 2019年10月1日12:00 | 2019年11月1日12:00  |
| 81     | 84     | 2019年11月1日12:00 | 2 - 5話からリピート |

| テレビ東京系列 火曜 17:30 - 18:00（アニメ530第1枠） | テレビ東京系列 火曜 17:30 - 18:00（アニメ530第1枠）          | テレビ東京系列 火曜 17:30 - 18:00（アニメ530第1枠） |
| 前番組                                              | 番組名                                                       | 次番組                                              |
| --------------------------------------------------- | ------------------------------------------------------------ | --------------------------------------------------- |
| 正しい王子のつくり方 ※ここまでドラマ枠              | うちの3姉妹 ↓ うちの3姉妹 おかわりぱれたい ※ここからアニメ枠 | 神のみぞ知るセカイ （再放送）                       |

## 映画
『東映まんがまつり』枠の1作として、『えいが うちの3姉妹』が2019年4月26日に劇場公開。配給は東映。
前述のテレビアニメでお父さん役として出演していた辻谷耕史は2018年に死去したため、本作品では三宅貴大に持ち役を引き継ぐ形で担当している。なお、上記以外の登場人物（3姉妹、お母さん、モプシーなど）はテレビアニメと同様の声優陣が担当する。

### スタッフ（映画）
- 監督 - 大宮一仁[27]
- 配給 - 東映[28]